# Fernando Navarro
Fernando Navarro Corbacho (Barcelona, 25 de junho de 1982) é um futebolista espanhol que atua como lateral-esquerdo. Atualmente, joga pelo Deportivo de La Coruña.

## Carreira
Navarro começou a carreira no FC Barcelona.

## Títulos
Barcelona B
- Segunda Divisão B: 2001–02

Barcelona
- Campeonato Espanhol: 2004-05

Seleção Espanhola
- Eurocopa: 2008

Sevilla
- Copa del Rey: 2009-10
- Liga Europa: 2013-14, 2014-15